# توم هولمز
توم هولمز (بالإنجليزية: Tom Holmes)‏ هو سياسي بريطاني، ولد في 1931.